# Unterwasser-Rugby-Europameisterschaft 2005
Die 8. Unterwasser-Rugby-Europameisterschaft fand im Jahr 2005 vom 6. Juni bis zum 11. Juni in Helsinki (Finnland) statt. 6 Damen- und 10 Herrenteams kämpften in Pirkkolas Sport Park um die Titel. Erstmals war auch Italien mit einer Damen- und einer Herrenmannschaft am Start. Titelverteidiger aus dem Jahr 2001 waren Deutschland (Damen) und Schweden (Herren).
Nach den Endspielen am Samstag, dem 11. Juni standen die norwegischen Damen (6:1 (4:1) gegen Deutschland) und die finnischen Herren (2:0 (0:0) gegen Norwegen) als Europameister 2005 fest.
Die deutschen Mannschaften beendeten das Turnier als Vizemeister (Damen) und Viertplatzierte (Herren).

## Tabellenplatzierungen Endstand
| Platz | Damen       | Platz | Herren      |
| ----- | ----------- | ----- | ----------- |
| 1     | Norwegen    | 1     | Finnland    |
| 2     | Deutschland | 2     | Norwegen    |
| 3     | Schweden    | 3     | Schweden    |
| 4     | Dänemark    | 4     | Deutschland |
| 5     | Finnland    | 5     | Dänemark    |
| 6     | Italien     | 6     | Tschechien  |
|       |             | 7     | Österreich  |
|       |             | 8     | Italien     |
|       |             | 9     | Schweiz     |
|       |             | 10    | Russland    |

## European Junior Cup / Europameisterschaft U21
Für das Ergebnis siehe:
- http://ejctipp.uwr1.de/
- http://ejc2005.uwr.de/